# Jay Schellen
Jay Schellen (Albuquerque, 20 maggio 1960) è un batterista statunitense, conosciuto prevalentemente come componente delle band Yes e Hurricane.

## Biografia
La sua carriera inizia nel 1979, quando andò in tournée con il cantante R&B Al Wilson. 
Nel 1981 si unì ai Badfinger, dove rimase per un anno, mentre nel 1982 divenne membro degli Stone Fury; Nel 2000 e nel 2003 si riunì ai Conspiracy, registrando The Unknown.
Nell'agosto 2005, sostituì quindi Chris Slade come batterista negli Asia, mentre nel 2008 fu uno dei fondatori degli    Asia Featuring John Payne, insieme a John Payne, Guthrie Govan, e al tastierista Erik Norlander e nello stesso anno si è unito ai Circa:.
Nel febbraio 2023 è stato annunciato come membro permanente degli Yes.

## Discografia

### Solista
- 1993 - Sircle of Silence

### Yes
- 2023 - Mirror to the Sky

### Hurricane
- 1985 - Take What You Want
- 1988 - Over the Edge
- 1990 - Slave to the Thrill

### World Trade
- 1995 - Euphoria

### Conspiracy
- 2003 - The Unknown